# Nabern
Nabern ist eine ehemals selbständige Gemeinde im Landkreis Esslingen (Baden-Württemberg) und gehört seit 1974 zur Großen Kreisstadt Kirchheim unter Teck.

## Lage
Nabern liegt, umgeben von zahlreichen Streuobstwiesen, rund drei Kilometer südöstlich von Kirchheim unter Teck. Die höchste Erhebung der Gemarkung liegt im Südosten an der Grenze im Gewann Reusch mit 397,5 Metern, der tiefste Punkt findet sich im Norden der Markung bei 340 Metern.
Die größte Ausdehnung der Fläche beträgt 3,25 km (vom nördlichsten Punkt jenseits der Autobahn A8 in Südost-Richtung zu den Reuschäckern beim Dachsbühl).
Nachbarorte sind – neben Kirchheim unter Teck – Jesingen (nördlich) sowie Weilheim an der Teck (östlich), Bissingen an der Teck (südlich) und Dettingen unter Teck (westlich).

## Einrichtungen
In Nabern befinden sich neben den öffentlichen Einrichtungen des Rathauses mit Bauhof, der Kläranlage, dem Kindergarten, der Grundschule Nabern mit Gießnauhalle, dem Friedhof mit Aussegnungshalle und der Freiwilligen Feuerwehr Nabern auch zwei Kirchen. Die Gottesdienste der evangelischen Kirchengemeinde Nabern finden in der Pfarrkirche zum Heiligen Johannes statt. Außerdem gab es lange Zeit eine kleine neuapostolische Kirche, die inzwischen nicht mehr existiert. Kirchliche Einrichtungen: evangelische Kirchengemeinde Nabern mit Pfarrhaus und Gemeindehaus.
Weiter gibt es einen Sportplatz (Oberer Wasen mit Tennis, Fußball, Leichtathletik und Minigolf), einen Trimm-dich-Pfad, einen kleinen Recyclinghof und sechs Kinderspielplätze. Am Ortsrand befindet sich auch der Flugplatz Nabern/Teck. Weiterführende Schulen befinden sich in nordwestlicher Richtung im ca. 5-km entfernten Kirchheim unter Teck.

## Vereine und Gruppen
In Nabern gibt es zahlreiche Vereine. Musikalisch existiert neben dem evangelischen Posaunenchor der Musikverein Nabern e. V. sowie der Gesangverein Liederkranz. Sportlich betätigt sich der Sportverein Nabern auf dem ortseigenen Sportplatz, dem neu erstellten vereinseigenen Rasenfeld und in der Gießnauhalle. Kulturell engagiert sich der Bürgerverein Zehntscheuer Nabern, der in der selbst umgebauten Zehntscheuer zahlreiche Veranstaltungen organisiert. Außerdem gibt es noch die Gartenfreunde Nabern e. V., die Landfrauen Nabern-Bissingen und den Förderverein für Kindergarten und Grundschule. Der jüngste Verein Naberns ist das 2017 gegründete BürgerNetz Nabern, das den generationenübergreifenden Austausch fördert und vielfältige Angebote zur gegenseitigen Unterstützung im Alltag schafft. 

## Geschichte
Seinen Namen verdankt das Dorf wahrscheinlich einer Kapelle zum Heiligen Naborius, die das Kloster Lorsch um 800 hier errichtete. In den schriftlichen Unterlagen taucht Nabern 861 erstmals auf. In einer Schenkungsurkunde dieses Jahres übereignete der Pfalzgraf Rudolf aus dem Geschlecht der Alaholfinger Grundbesitz in Nabern dem Kloster Wiesensteig. Vom 11. bis in die Mitte des 12. Jahrhunderts gehörte Nabern den Zähringern, danach den Herzögen von Teck, die zu Beginn des 14. Jahrhunderts ihre Rechte an die Habsburger verkauften. Ende des 14. Jahrhunderts kam die hohe Obrigkeit schließlich an die Grafen von Württemberg. Ein Ortsadel wird nur einmal im 12. Jahrhundert mit „Arnoldus de Nabera“ erwähnt. Neben den Adelsgeschlechtern der Herren von Dettingen, der Stein zum Rechtenstein und Gangeler von Bissingen waren in Nabern zahlreiche geistliche Grundherrschaften begütert. Zu nennen sind neben dem Kloster Wiesensteig das Kloster St. Peter, seit 1261 das Kirchheimer Frauenkloster und 1501 das Chorherrenstift Oberhofen in Göppingen. Der geistliche Besitz kam durch die Reformation und letztendlich 1806 durch die Säkularisation an Württemberg.

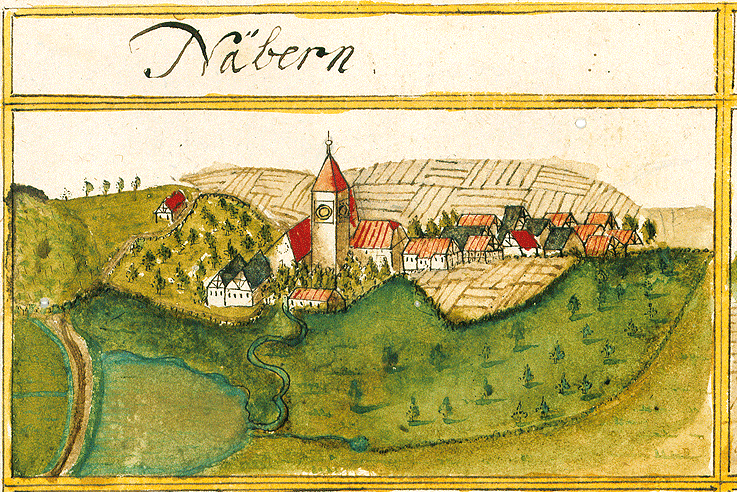
Nabern 1683, Forstlagerbuch von Andreas Kieser

Im Krieg gegen Herzog Ulrich erlitten die Naberner durch den Schwäbischen Bund schweren Schaden. Die Einwohnerzahl lag Mitte des 16. Jahrhunderts bei etwa 150 und stieg bis zum Beginn des Dreißigjährigen Krieges auf rund 300 Personen. Dieser Krieg reduzierte bis 1648 den Bevölkerungsstand auf nahezu ein Fünftel.
Die Pfarrkirche zum Heiligen Johannes, eine der ältesten des Kreises Esslingen, bestand schon zu Anfang des 12. Jahrhunderts. Mit Einführung der Reformation 1534 ließ Herzog Ulrich die Pfarrei zunächst eingehen. 1552 setzte Herzog Christoph den ersten evangelischen Pfarrer in Nabern ein. Durch den reduzierten Bevölkerungsstand im Dreißigjährigen Krieg wurde die Kirchengemeinde von 1635 bis 1656 kirchlich als Filial von Bissingen mitbetreut. Im 17. Jahrhundert gehörte Nabern auch bürgerlich zum Gericht nach Bissingen. Seit 1617 lässt sich erstmals ein Schulmeister nachweisen. Durch die Folgen des Dreißigjährigen Krieges ging die Schule ein und die Schüler besuchten die Bissinger Schule. Seit 1684 befand sich die Schulstube dann im damals neu erbauten Rathaus (heutige Nutzung als Weinstube im Alten Rathaus) und ein Schulmeister unterrichtete die Naberner Jugend. Das neue Schulgebäude datiert aus dem Jahre 1873/74 (heute Rathaus).
Noch bis zum Ende des 19. Jahrhunderts wurde die gewerbliche Tätigkeit in Nabern nebenher ausgeübt, denn die Landwirtschaft dominierte. Seinen rein bäuerlichen Charakter verlor das Dorf 1897 durch die auf die Markung Bissingen errichtete mechanische Baumwollweberei der Firma Kolb & Schüle AG. 1938 entstanden an der Straße nach Dettingen die Werkanlagen der von Wolf Hirth und Martin Schempp gegründeten Firma Schempp-Hirth GmbH. Durch die Ansiedlung weiterer Industrie- und Gewerbebetriebe nach dem Zweiten Weltkrieg änderten sich die wirtschaftlichen Verhältnisse der Gemeinde Nabern allmählich.
Die seit 1861 nahezu konstante Einwohnerzahl von rund 450 erhöhte sich durch die Aufnahme von Heimatvertriebenen auf 710 im Jahre 1950. Von 400 im Erwerbsleben stehenden Personen war die Hälfte noch in der Landwirtschaft tätig.
Zahlreiche Infrastrukturmaßnahmen, wie z. B. Baulanderschließung, Flurbereinigung, Kanalisation, Kläranlage, Straßen- und Wegebau, das neue Rathaus, die Grundschule, die Ansiedlung zahlreicher Wirtschaftsunternehmen, schufen 1200 Arbeitsplätze. Nabern entwickelte sich zur bevorzugten Wohngemeinde mit einem Bevölkerungsstand von zeitweise annähernd 2000 Einwohnern.
Am 1. Januar 1974 folgte die Eingemeindung in die Große Kreisstadt Kirchheim unter Teck. Seither besteht im Rathaus eine Ortschaftsverwaltung, die von einem hauptamtlichen Ortsvorsteher geleitet wird.

## Politik

### Ortsvorsteher
- 1988–1991: Dieter Girrbach
- 1991–1994: Thomas Schubert
- 1994–1999: Ursula Keck
- 1999–2002: Ralf Steinbrenner
- 2002–2006: Nicolas Fink
- 2007–2010: Clemens Moll
- 2011–2014: Susanne Jakob
- 2014–2018: Ferdinand Truffner
- 2018–2020: Veronika Franco Olias
- 2021-heute: Giacomo Mastro

### Ortschaftsrat
Der Ortschaftsrat besteht seit der Kommunalwahl am 26. Mai 2019 aus zehn Mitgliedern.

### Wappen
Die Blasonierung des ehemaligen Gemeindewappens von Nabern lautet: Auf zweimal in Silber und Grün quergeteiltem Schild im Schildhaupt ein schwarzes Hirschhorn, im grünen Feld die Initialen NA und im unteren Feld ein zweiblättriger Eichenzweig mit Früchten.

## Verkehr
Die Kreisstraße 1250 führt in West-Ost-Richtung direkt durch Nabern hindurch und teilt den Ort in zwei Hälften. Über diese Straße ist Nabern über die Bundesstraße 465 an der Anschlussstelle (57) Kirchheim-Teck-Ost direkt mit der A8 Stuttgart–München verbunden. In drei Kilometern Entfernung liegt der Segelflugplatz Hahnweide bei Kirchheim unter Teck, von dem allerdings nur gelegentlich größere Maschinen starten, die nicht dem Personenverkehr zuzuordnen sind. Der nächste größere Flughafen ist der etwa 30 km entfernte Flughafen Stuttgart.
Über die Buslinien ist Nabern mit Kirchheim unter Teck sowie der dortigen Bahnstrecke Wendlingen (Neckar)–Oberlenningen verbunden, seit Dezember 2009 gibt es in Kirchheim einen S-Bahnanschluss Richtung Stuttgart.
Nördlich von Nabern verläuft die Schnellfahrstrecke Wendlingen–Ulm.